# 3DBenchy

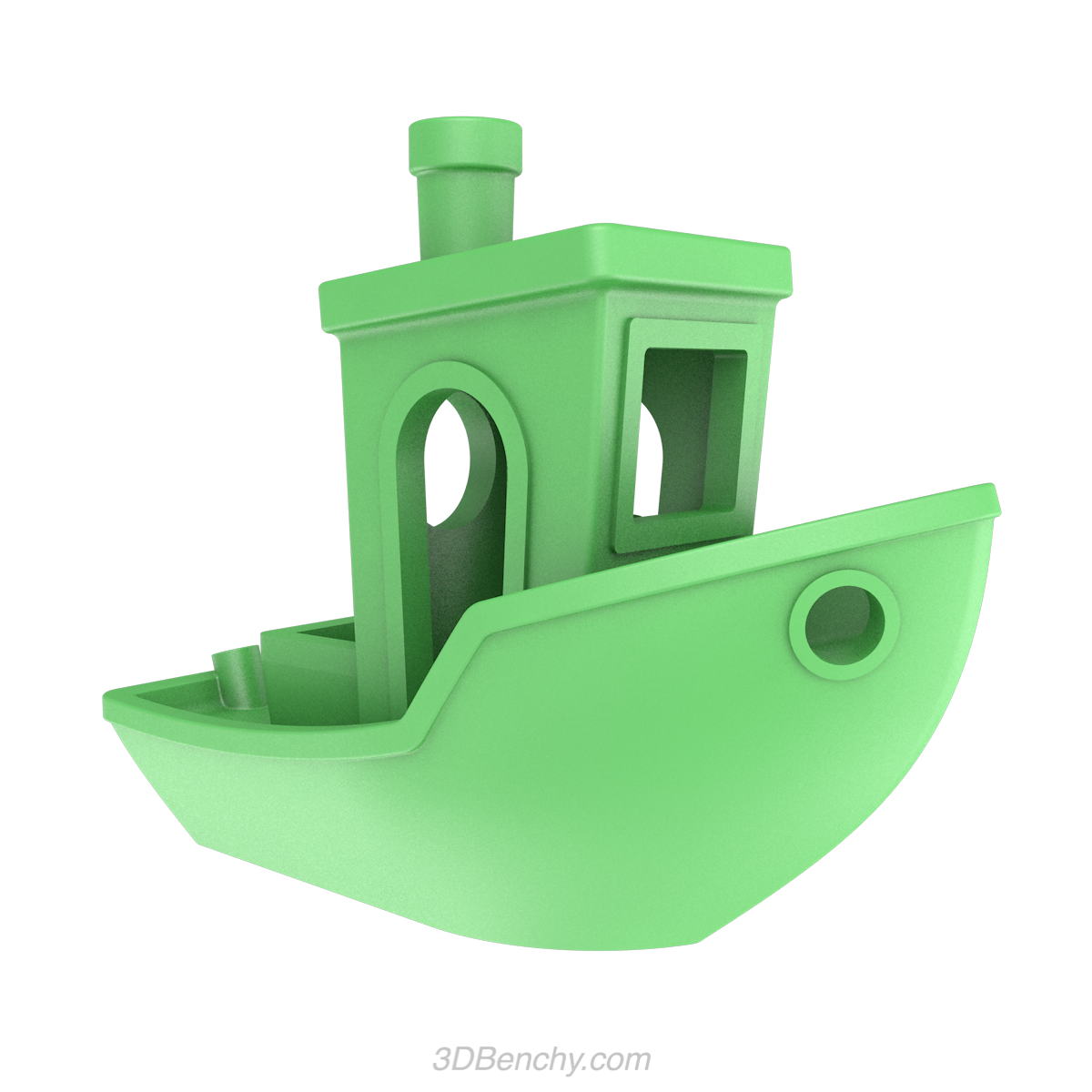

3DBenchy — комп'ютерна 3D-модель у вигляді човника, розроблена для перевірки точності та можливостей 3D-принтерів. Була випущена у квітні 2015; у липні 2015 вийшла кольорова версія моделі.
Модель включає ряд елементів, виготовлення яких потребує відносно складних функцій друку: симетричні вигнуті поверхні, гладкі поверхні, плоскі горизонтальні поверхні, великі, малі і похилі отвори та найдрібніші деталі поверхні.
3DBenchy дозволяє перевірити точність друку, включаючи точність розмірів, відхилень і допусків, та має відносно короткий час друку (близько 1 години).
3DBenchy можна отримати безкоштовно і вона доступна згідно з ліцензією Creative Commons Attribution-ShareAlike.

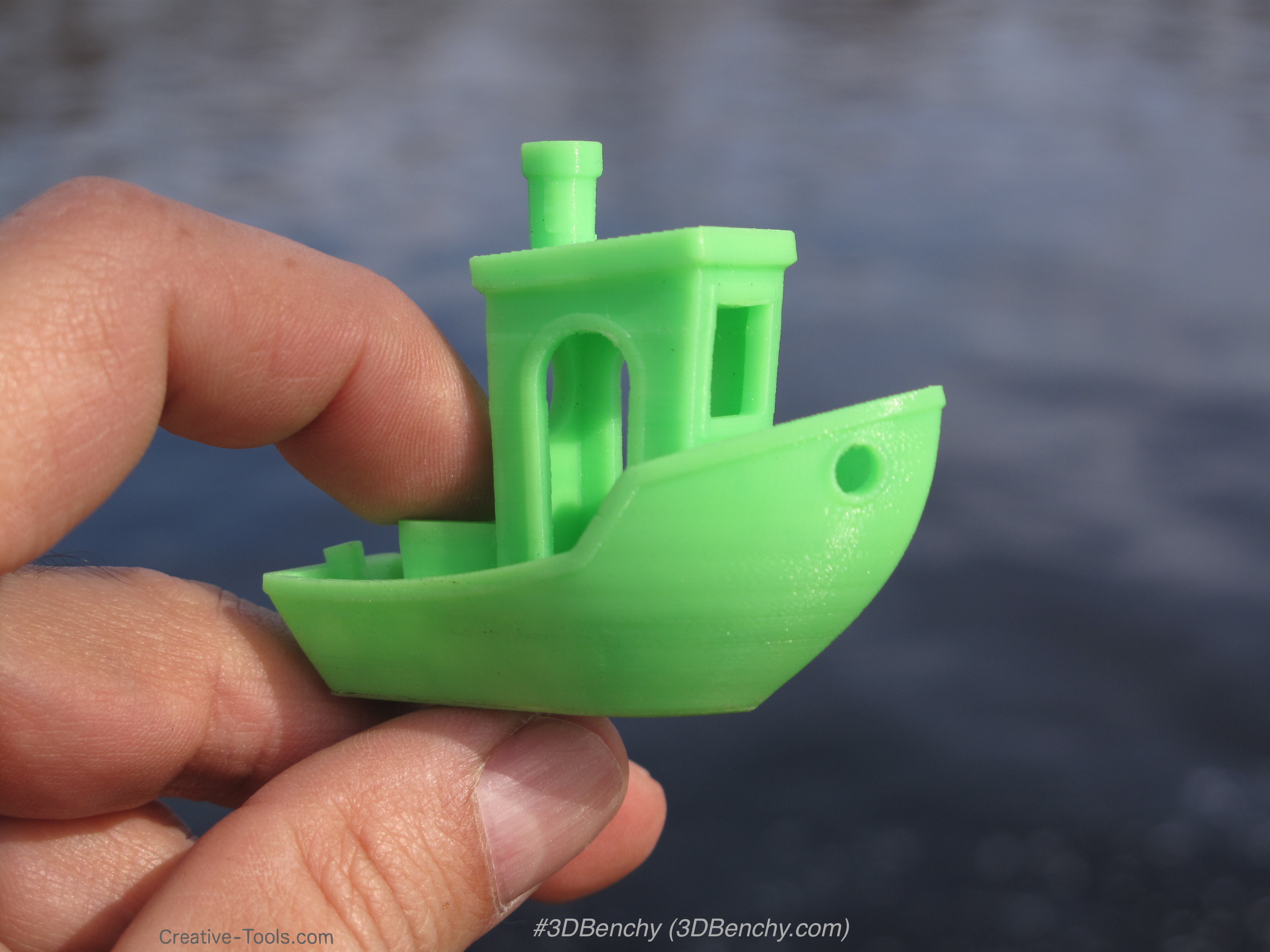
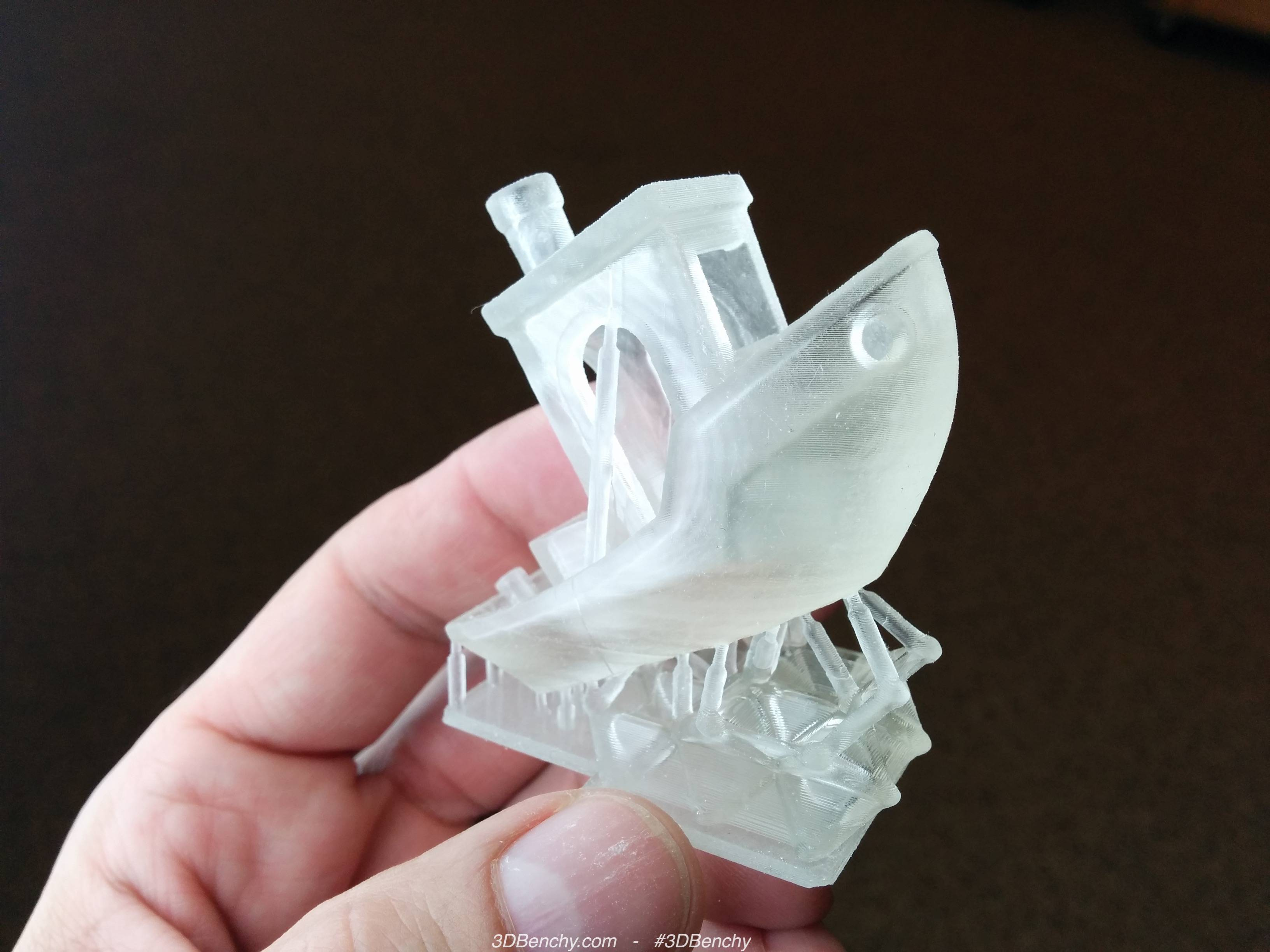
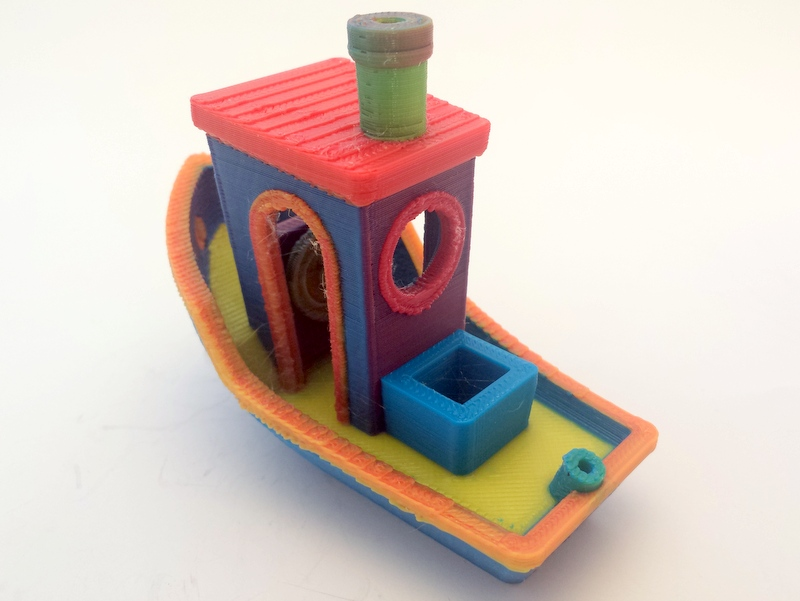